# Ясуке (Assassin's Creed)
Ясуке (англ. Yasuke; яп. 弥助, кириліз.: Ясуке) — персонаж відеогри Assassin's Creed Shadows (2025), розробленій Ubisoft Quebec і виданій Ubisoft. Його озвучує Тонґаї Чиріса. Ясуке — африканський самурай, заснований на історичній постаті в Японії з таким самим іменем.

## Дизайн і концепція
Під час розробки Assassin's Creed Shadows студія Ubisoft Quebec вирішила помістити гру в епоху феодальної Японії — сетинг, який асоціюється з великими замками, самураями та ніндзя. Спочатку вони створили персонажа-найню, на ім'я Наое. Але згодом команда вирішила додати й самурайський елемент, щоб задовольнити гравців, яким цікаві обидва стилі. Так виникла ідея двох протагоністів. На відміну від попередніх частин Assassin's Creed, де здебільшого використовували вигаданих персонажів, цього разу Ubisoft обрала для ролі самурая історичну постать — Ясуке, африканця і колишнього раба, який служив під проводом даймьо Оди Нобунаґи. Режисер гри Шарль Бенуа зазначив, що включення Ясуке дає змогу гравцям побачити Японію очима чужоземця — у контрасті з Наое. Щоб надати історичної достовірності, розробники звертались до Shinchō Kōki — хроніки життя Нобунаґи — для створення подій і персонажів, пов’язаних із реальним Ясуке.
При створенні зовнішності героя вони врахували опис з тогочасних джерел: понад 182 см зросту, сила десяти чоловіків, тоді як середній зріст японців у той період був близько 158 см. Щоб підкреслити цю силу, йому дали рогатий шолом — аби створити образ «страшного, бикоподібного воїна» у стандартних обладунках. Його зачіска — дреди, зібрані у традиційну самурайську форму з червоною стрічкою, яка символізує зв’язок між минулим і теперішнім. Зброя Ясуке включає катану та канабо (булаву), причому на катані є візерунки хвиль, натхнені справжніми клинками того часу. Для дальнього бою він користується луком юмі, що підкреслює його спритність.
Характер Ясуке був створений у контраст до запальної Наое — він стриманий, врівноважений. Розробники надихались дуетами з «бадді-коп» фільмів, зокрема динамікою між персонажами Арнольда Шварценеґґера та Денні ДеВіто у фільмі «Близнюки». Також вирішили не робити Ясуке асасином: розробники хотіли, щоб його зв’язок з історією був тіснішим, а мотивація співпраці з Наое — особистою та ідейною. Особливу увагу приділили ігровій механіці та анімаціям, щоб кожен персонаж відчувався унікальним. Ідея подвійного протагонізму була натхненна грою Assassin's Creed Syndicate, де гравці перемикались між близнюками Фрай: один орієнтувався на стелс, інший — на грубу силу. У Shadows цю концепцію розширили — зробили Наое та Ясуке максимально різними в усьому, але з повноцінним ігровим досвідом для кожного. Ясуке, зокрема, спроєктовано як персонажа, здатного одночасно боротися з багатьма ворогами, але з меншою мобільністю, ніж у Наое.

## Появи

### Assassin's Creed Shadows(2025)
Ясуке — персонаж, який уперше з’являється у відеогрі жанру «рольового бойовику» Assassin's Creed Shadows (2025). Колишній африканський раб, він прибуває до Японії як охоронець католицьких єзуїтських місіонерів. Зустрівши Оду Нобунаґу, володаря Японії, Ясуке потрапляє до нього на службу, і той наказує навчити його самурайського мистецтва.

## Сприйняття
Щоби прорекламувати вихід Assassin's Creed Shadows, компанія PureArts випустила діораму-фігурку Ясуке заввишки близько 28 см.
Після презентації Ясуке деякі фанати серії звинуватили гру в тому, що вона стала «woke» через включення темношкірого персонажа в сетинг Японії XVI століття. Додаткові суперечки виникли довкола історичної ролі Ясуке в армії Нобунаґи, зокрема щодо того, чи дійсно він мав статус самурая. Критика посилилася після того, як Ілон Маск поділився дописом у соцмережі X, натякаючи, що включення Ясуке є наслідком ініціатив з «урізноманітнення, справедливості та інклюзивності» (DEI). У дописі також стверджувалося, що подібні підходи «вбивають мистецтво» в медіа. У липні 2024 року була створена петиція з вимогою скасувати вихід гри, стверджуючи, що включення Ясуке є проявом «культурної неповаги». Петиція зібрала 50 000 підписів. Вона звинувачувала Ubisoft у хибному розумінні ролі самураїв у Японії та припускала, що випуск гри може спричинити зростання расизму в країнах Азії. Коли розробники гри почали отримувати особисті нападки та погрози смертю, критики порівняли цю ситуацію з кампаніями переслідування, які спостерігалися під час GamerGate або з боку ультраправих.
Ubisoft відповіла на критику, наголосивши, що її ігри є художніми творами, а зображення Ясуке в Assassin's Creed Shadows — приклад саме такого художнього підходу. Виконавчий продюсер Марк-Алексі Коте прокоментував реакцію словами: «Якщо є вершина, за яку я готовий боротися до кінця — це захист творчої свободи наших команд». Історики та консультанти, які працювали над грою, також виступили з відповіддю на обурення, зазначивши, що більшість критики надходила переважно із західної аудиторії. Вони підкреслили, що хоч історичних документів про Ясуке й небагато, ті, що є, свідчать про його службу самураєм під проводом Оди Нобунаґи в той період. У подальшій заяві вони визнали, що хоча існують суперечки щодо статусу реального Ясуке — чи був він самураєм, — вони вплели цей аспект у сюжет як самої гри, так і персонажа Наое.
Трон Дауд з Inverse вважав, що включення Ясуке — чудовий спосіб виділити Shadows серед інших ігор, які досліджували цю епоху. Він стверджував, що більшість критики базується на расизмі, називаючи занепокоєння «фальшивими», а саму ситуацію — «магнітом для одних із найгірших людей в інтернеті, які шукають можливість перетворити фальшивий гнів на гроші та контент». Далі Дауд пояснив, що, на його думку, ця критика — не більше ніж вираження розчарування через те, що темношкірий персонаж отримав помітне місце в епосі, де, на думку критиків, йому не місце. Він також висловив здивування, чому Ubisoft взагалі вирішила реагувати на ці претензії. Дауд зазначив, що франшиза часто містить історичні неточності як частину фантазії, і підкреслив, що визнаючи критику, Ubisoft лише підживила її, «марно підливаючи бензин у напівзотлілий вогонь».
Лія Кім з Junkee у своєму огляді гри також торкнулася хвилі критики, зазначивши, що багато хто не враховує вплив такого персонажа на темношкірих гравців і що його включення та помітність у серії можуть принести їм радість. Вона додала, що подібні персонажі рідкісні в медіа, орієнтованих на азійську тематику, і що це допомагає «надати ігровому персонажу ауру головного героя». Порівнюючи його з другим ігровим персонажем Наое, Лія зауважила, що роль Ясуке в сюжеті «відчувалася сильною і драматичною», на противагу її «стриманій і прихованій» подачі. Метт Кім з IGN назвав вибір Ubisoft використати Ясуке розумним кроком, зазначивши, що рішення не робити азійця головним героєм допомогло виділити гру серед багатьох інших сучасних проєктів із самурайською тематикою.

### Аналіз персонажа
Інші огляди Shadows були більш змішаними щодо образу Ясуке. Морґан Парк з PC Gamer поскаржився, що незважаючи на великий акцент на його персонажі під час анонсів гри, у самому проєкті його унікальна ідентичність майже не відіграє ролі. Замість цього він вважав, що мотивація Ясуке й причина його співпраці з Наое зводяться до простого «цих поганців треба зупинити». Ендрю Браун з GamesRadar+ описав сюжет помсти Ясуке як «смаковито в дусі спагеті-вестернів», хоча й пожалів, що наративи персонажа ніколи не поєднувалися цілісно. Він вважав це прикрим, адже йому подобалися взаємодії між Ясуке та Наое, які додавали людяності загальній сюжетній лінії гри й були однією з її сильних сторін. Ноель Ворнер із Comic Book Resources зазначила, що в грі особистості протагоністів ніби були «заблоковані» архетипними очікуваннями, яким має відповідати така масштабна історія. Вона вважала, що хоча сюжет Ясуке був цікавішим із двох персонажів, гра не дала йому змоги суттєво розвинутися як персонажу.
Джин Парк із The Washington Post зазначив, що в грі є «тиха ейфорія від того, що ходиш як жива легенда», адже персонажі реагують на присутність Ясуке. Він також вважав, що з двох протагоністів Ясуке має сильніший сюжет, і цінував, як через його образ вдалося передати культурну повагу в грі, показуючи його як доброзичливого чужоземця, який став самураєм. Зак Звіцен з Kotaku назвав Ясуке одним зі своїх улюблених персонажів у серії, описуючи його як «благородного, доброго та рішучого чоловіка, який прагне допомагати людям і чинити правильно». Він також похвалив те, що його історія не лише змусила його більше зануритися в гру, а й підкреслила важливість його історичного походження та раси.